# Hausen (Steinfeld)
Hausen (ⓘ) ist ein Gemeindeteil der Gemeinde Steinfeld im unterfränkischen Landkreis Main-Spessart in Bayern.

## Geographie

### Lage
Das Kirchdorf liegt 275 m ü. NHN zwischen Lohr am Main und Karlstadt an der Staatsstraße 2437.

### Nachbargemarkungen
Nachbargemarkungen im Uhrzeigersinn im Norden beginnend sind Wiesenfeld, Rohrbach, Steinfeld und Sendelbach.

### Gewässer
Auf dem südlichen Gemarkungsgebiet mündet der am südlichen Ortsrand vorbeifließende Lachgraben von links in den Riedgraben, der durch den Ort fließt, ab der nördlichen Gemarkung Buchenbach heißt und im Norden von rechts durch den Weidigsbach verstärkt wird.

## Geschichte
Hausen war eine eigenständige Gemeinde im Landkreis Karlstadt bis zu dessen Auflösung. Seit dem 1. Juli 1972 gehört Hausen zum Landkreis Main-Spessart und ist ein Ortsteil von Steinfeld. Das Dorf hatte (Stand 2020) 542 Einwohner mit Hauptwohnsitz.

## Religion
Hausen ist katholisch geprägt. Die Filiale St. Cyriakus gehört zum Dekanat Lohr.